# Campionati europei juniores di scherma 1995
I Campionati europei juniores di scherma del 1995 (1995 European Juniors Fencing Championships) sono stati organizzati dalla Confederazione europea di scherma e si sono svolti a Keszthely, in Ungheria.
Nel fioretto, si sono aggiudicati i titoli di campione europeo il tedesco Lars Schache, che ha battuto in finale il francese Loïc Attely, e la tedesca Martina Gutermuth che ha avuto la meglio sulla magiara Aida Mohamed.
Nella spada il norvegese Claus Mørch ha battuto in finale l'ucraino Kutcherguine, mentre tra le donne la magiara Hajnalka Tóth ha superato la russa Roussou.
Nella sciabola il bielorusso Dmitrij Lapkes ha prevalso sul russo Aleksej Frosin.

## Podi

### Uomini
| Specialità  | Oro            | Argento              | Bronzo                              |
| Individuali |                |                      |                                     |
| Fioretto    | Lars Schache   | Loïc Attely          | Marco Ramacci Gerd Salbrechter      |
| Spada       | Claus Mørch    | Aleksander Koczergin | Andriy Maliy Andrei Semenihin       |
| Sciabola    | Dmitrij Lapkes | Aleksej Frosin       | Giovanni Castrucci Guillaume Galvez |

### Donne
| Specialità  | Oro               | Argento          | Bronzo                            |
| Individuali |                   |                  |                                   |
| Fioretto    | Martina Gutermuth | Aida Mohamed     | Laetitia Gaillard Rita König      |
| Spada       | Hajnalka Tóth     | Kristina Roussou | Barbara Kasperska Renata Dajewska |